# Герб Петровского района (Тамбовская область)
Герб муниципального образования Петро́вский район Тамбовской области Российской Федерации.
Герб района утверждён решением Петровского районного Совета народных депутатов от 1 июля 2011 года № 312.
Герб внесён в Государственный геральдический регистр Российской Федерации под регистрационным номером 7211.

## Описание герба
«В лазоревом и золотом поле, косвенно пересечённом стеблем в лазури золотым, а в золоте зелёным из которого в лазури произрастает — пять золотых колосьев, в золоте — червлёное яблоко на зелёном черенке с таковыми же листьями».
Герб Петровского района может воспроизводиться с левой вольной частью в соответствии со ст. 4 Закона Тамбовской области от 27 марта 2003 года № 108-З «О гербе Тамбовской области».
Герб Петровского района в соответствии с Методическими рекомендациями по разработке и использованию официальных символов муниципальных образований (Раздел 2, Глава VIII, п.п. 45-46), утверждёнными Геральдическим советом при Президенте Российской Федерации 28.06.2006 года может воспроизводиться со статусной короной установленного образца.

## Обоснование символики
Герб языком символов и аллегорий отражает природные, экономические и исторические особенности Петровского района.
Район расположен в западной части Тамбовской области. Чернозёмные почвы и благоприятный климат стали основой для успешного развития сельского хозяйства района. Многочисленные предприятия, занимающиеся выращиванием разнообразных сельскохозяйственных культур и в первую очередь зерновых, снискали району славу одного из кормильцев Тамбовской области. Но более всего Петровский район знаменит своими садами. Здесь культивируют высокоурожайные сорта яблони, груши, земляники, смородины, черноплодной рябины, калины, жимолости, облепихи.
Яблоко и колосья — символ плодородия, изобилия показывают Петровский район как сельскохозяйственный.
Золотое поле — символ урожая, богатства, стабильности, жизненной силы и зелёный цвет — символ молодости, жизненного роста, природы дополняют символику герба.
Голубое поле — указывает на развитую речную сеть на территории района. Среди наиболее крупных — реки Матыра, Плавица, Избердейка. Голубой цвет также символ чести, благородства, духовности и возвышенных устремлений.
Красный цвет — символ мужества, силы, труда, красоты и праздника.
Герб района разработан при содействии Союза геральдистов России.
Авторская группа создания герба: идея герба — Администрация Петровского района; геральдическая доработка — Константин Мочёнов (Химки), Сергей Янов (п. Малаховка); художник и компьютерный дизайн — Ирина Соколова (Москва); обоснование символики — Кирилл Переходенко (Конаково).